# Abolboda bella
Abolboda bella är en gräsväxtart som beskrevs av Bassett Maguire. Abolboda bella ingår i släktet Abolboda och familjen Xyridaceae. Inga underarter finns listade i Catalogue of Life.